# Juan Carlos Spir
 Juan Carlos Spir  (1 de mayo de 1990) es un tenista profesional colombiano nacido en Medellín. 

## Carrera
Su ranking más alto a nivel individual es el puesto Nº 410, alcanzado el 8 de septiembre de 2014. A nivel de dobles alcanzó el puesto Nº 122 el 4 de agosto de 2014.
Ha ganado hasta el momento tres títulos de la categoría ATP Challenger Series, en la modalidad de dobles.

### 2013
Es en este año cuando gana su primer título de la categoría ATP Challenger Series. En el mes de septiembre se hace con el Challenger de Quito junto al estadounidense Kevin King como pareja. También ha obtenido en el correr de este año 4 torneos futures. Todos ellos fueron en Colombia, tres en dobles y uno en individuales.

### 2014
Comienza el año disputando el Bucaramanga Open en el mes de enero nuevamente junto a King como pareja. Realizaron buena actuación, llegando hasta la final. Cayeron derrotados ante los principales cabezas de serie, la pareja colombiana Juan Sebastián Cabal y Robert Farah.
Posteriormente gana el título del Visit Panamá Cup, torneo challenger disputado en la ciudad de Chitré, Panamá. Nuevamente junto con King derrotaron en la final a la pareja formada por Alex Llompart y Mateo Nicolás Martínez.
En el mes de abril vuelve a ganar otro challenger junto a King. Obtuvieron el Challenger de San Luis Potosí 2014 derrotando en la final al español Adrián Menéndez y al argentino Agustín Velotti por 6-3 y 6-4.

## Títulos; 3 (0 + 3)
| Leyenda                     | Individuales | Dobles |
| --------------------------- | ------------ | ------ |
| Grand Slam                  | 0            | 0      |
| ATP World Tour Finals       | 0            | 0      |
| ATP World Tour Masters 1000 | 0            | 0      |
| ATP World Tour 500 Series   | 0            | 0      |
| ATP World Tour 250 Series   | 0            | 0      |
| ATP Challenger Series       | 0            | 3      |

### Dobles
| N.º | Fecha      | Torneo                        | Superficie | Pareja     | Rival en la final                          | Resultado       |
| --- | ---------- | ----------------------------- | ---------- | ---------- | ------------------------------------------ | --------------- |
| 1.  | 22.09.2013 | Challenger de Quito           | Tierra     | Kevin King | Christopher Díaz Figueroa Carlos Salamanca | 7–5, 6–79, 11–9 |
| 2.  | 01.02.2014 | Challenger de Chitré          | Dura       | Kevin King | Alex Llompart Mateo Nicolás Martínez       | 7-65, 6-4       |
| 3.  | 19.04.2014 | Challenger de San Luis Potosí | Tierra     | Kevin King | Adrián Menéndez Agustín Velotti            | 6-3, 6-4        |